# Tranvia elettrica di Offida
La tranvia elettrica di Offida, attiva dal 1926 al 1952, fu realizzata per unire la cittadina di Offida con la propria stazione ferroviaria sulla ferrovia Ascoli Piceno-San Benedetto del Tronto che, costruita in località di Castel di Lama, risultava piuttosto decentrata.

## Storia

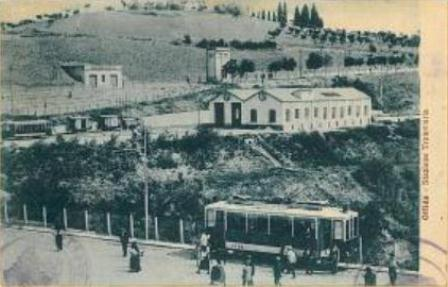
La tranvia di Offida in una cartolina del 1932

Voluta dall'amministrazione provinciale di Ascoli Piceno e concessa nel 1915, la tranvia Offida Città-Offida Stazione fu inaugurata il giorno 11 giugno 1926.
Un grave incidente avvenuto il 19 settembre 1927 portò all'interruzione del servizio da parte dell'azienda subconcessionaria, la Società Tranvia Elettrica di Offida (STEO), ed al conseguente riscatto da parte della stessa amministrazione, che da allora provvedette direttamente all'esercizio dell'impianto.
La linea fu profondamente rinnovata, sia nella sede che negli impianti, fra il 29 settembre 1940 ed il 20 settembre 1942, con lavori che comportarono per tutto il tempo una nuova sospensione, anche a causa di una situazione economica poco favorevole per il traffico che si era fino ad allora riscontrato. Alla nuova inaugurazione le elettromotrici risultarono significativamente modificate, con un frontale che, da squadrato, presentava una sagoma rastremata di foggia maggiormente "tranviaria".
La tranvia venne minata in più punti durante le vicende belliche del 1944 e, benché riattivata nel dopoguerra, fu chiusa e sostituita da un autoservizio nel 1952.

## Caratteristiche tecniche
| Unknown route-map component "uexKBHFa" |

| Unknown route-map component "uexHST" |

| Unknown route-map component "uexHST" |

| Unknown route-map component "uexHST" |

| Unknown route-map component "uexHST" |

| Unknown route-map component "uexHST" |

| Unknown route-map component "uexKBHFe" |

| Unknown route-map component "CONTgq" | Station on transverse track | Unknown route-map component "CONTfq" |

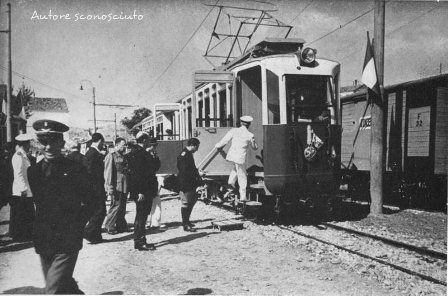
La seconda inaugurazione, con le vetture ricostruite

Armata con rotaie leggere da 21,4 kg/m e dotata dello scartamento di 950 mm, la tranvia misurava complessivamente 11,523 km. La pendenza massima raggiunta era del 50 per mille, con raggi minimi di curvatura di 25 m.
L'impianto era dotato di alimentazione aerea con filo di contatto da 80 mm alla tensione continua di 800 V; l'unica sottostazione elettrica di alimentazione aveva una potenza oraria di 50 kW.
Il percorso, che veniva effettuato inizialmente in 40 minuti e seguiva l'attuale strada provinciale 43, presentava le fermate intermedie di Appignano, Mercolini, Castello, Taliani e Cantalamessa. Il deposito sociale era nell'attuale viale della Repubblica ad Offida, dov'è tuttora presente il doppio edificio che fungeva da rimessa.
Nel 1952, anno di chiusura della linea, le corse previste in orario erano 7, le prime tre effettuate "nei giorni di fiera e mercato in Offida"; il percorso, comprensivo di fermate, durava 25', la velocità massima ammessa era di 25 km/h.

## Materiale rotabile
Per l'esercizio passeggeri sulla linea la STEO acquisì due elettromotrici a 2 assi da 51 kW e due carrozze di foggia analoga, mentre ai merci erano dedicati una locomotiva elettrica da 53 kW e quattro carri, due dei quali aperti.